# Melanoplus meridae
Melanoplus meridae är en insektsart som beskrevs av Roberts 1942. Melanoplus meridae ingår i släktet Melanoplus och familjen gräshoppor. Inga underarter finns listade i Catalogue of Life.